# Ковальчик (рід птахів)
Кова́льчик (Pseudocolaptes) — рід горобцеподібних птахів родини горнерових (Furnariidae). Представники цього роду мешкають в Центральній і Південній Америці.

## Опис
Ковальчики — птахи середнього розміру, середня довжина яких становить 20-22 см, а вага 37-62 г. Верхня частина тіла у них переважно коричнева, верхня частина голови темно-коричнева, поцяткована світлими смужками, хвости довгі, яскраво-руді. Характерною рисою ковальчиків є наявність на шиї і щоках пучків жовтуватих або білуватих пер. Ковальчики живуть у вологих гірських тропічних лісах Центральної Америки і Анд з велюкою кількістю епіфітів, переважно на висоті понад 1500 м над рівнем моря. Вони живляться комахами, павуками та іншими безхребетними, іноді навіть дрібними земноводними. Іноді вони приєднуються до змішаних зграй птахіів. Гніздяться в дуплах, часто використовують покинуті дупла дятлів. В кладці 1 біле яйце, інкубаційний період триває приблизно 30 днів.

## Види
Виділяють три види:
- Ковальчик панамський (Pseudocolaptes lawrencii)
- Ковальчик перлистоволий (Pseudocolaptes johnsoni)[6]
- Ковальчик андійський (Pseudocolaptes boissonneautii)

## Етимологія
Наукова назва роду Pseudocolaptes походить від сполучення слів дав.-гр. ψευδος — несправжній і κολαπτης — дятел.